# تورید کناک
تورید کناک (زادهٔ ۲۴ ژانویهٔ ۱۹۹۱ میلادی) یک بازیکن زن فوتبال اهل کشور آلمان است. وی در پست هافبک هجومی و مهاجم
و برای تیم باشگاهی بایر لورکوزن بازی می‌کند.

## پیشهٔ باشگاهی
تورید کناک کار خود را به‌طور حرفه‌ای از باشگاه فوتبال اف‌سی‌آر ۲۰۰۱ دویسبورگ آغاز کرد جایی که او به همراه این تیم موفق شد در جام حذفی فوتبال زنان آلمان قهرمان شود و همچنین در لیگ قهرمانان اروپای زنان نیز به مقام قهرمانی برسد. برای فصل ۱۲–۲۰۱۱ او به تیم باشگاهی بایر لورکوزن ترنسفر شد.
در ۴ ژوئیه ۲۰۱۴ وی به‌طور قرضی برای دو ماه به تیم آرسنال پیوست؛و دو روز پس از آن اولین بازی خود را در مقابل تیم چلسی انجام داد که موفق شد به همراه تیمش بازی را ۳ بر صفر با پیروزی پشت سر بگذارد. چهار روز بعد از آن در بازی مقال تیم لاندن بیز که دو گل از ۷ گل تیمش را او به ثمر رساند و این بازی با نتیجه هفت بر صفر به پایان رسید و قهرمان لیگ قاره ای شد.

## افتخارات

### باشگاهی
باشگاه فوتبال اف‌سی‌آر ۲۰۰۱ دویسبورگ
- بوندس‌لیگا نایب قهرمان: فصل‌های ۰۸–۲۰۰۷ ،۱۰–۲۰۰۹
- جام حذفی فوتبال آلمان: قهرمان در فصل‌های ۰۹–۲۰۰۸ ،۱۰–۲۰۰۹
- لیگ قهرمانان اروپا: قهرمان فصل ۰۹–۲۰۰۸

### ملی
زیر ۱۷ سال آلمان
- مسابقات فوتبال زنان زیر ۱۷ سال اروپا: قهرمان سال ۲۰۰۸
- جام جهانی فوتبال زنان زیر ۱۷ سال مقام سوم: سال ۲۰۰۸
- جام جهانی فوتبال زنان زیر ۲۰ سال: قهرمان سال ۲۰۱۰